# Thambemyia bisetosa
Thambemyia bisetosa är en tvåvingeart som beskrevs av Masunaga, Saigusa och Patrick Grootaert 2005. Thambemyia bisetosa ingår i släktet Thambemyia och familjen styltflugor. Inga underarter finns listade i Catalogue of Life.